# Ujarrás

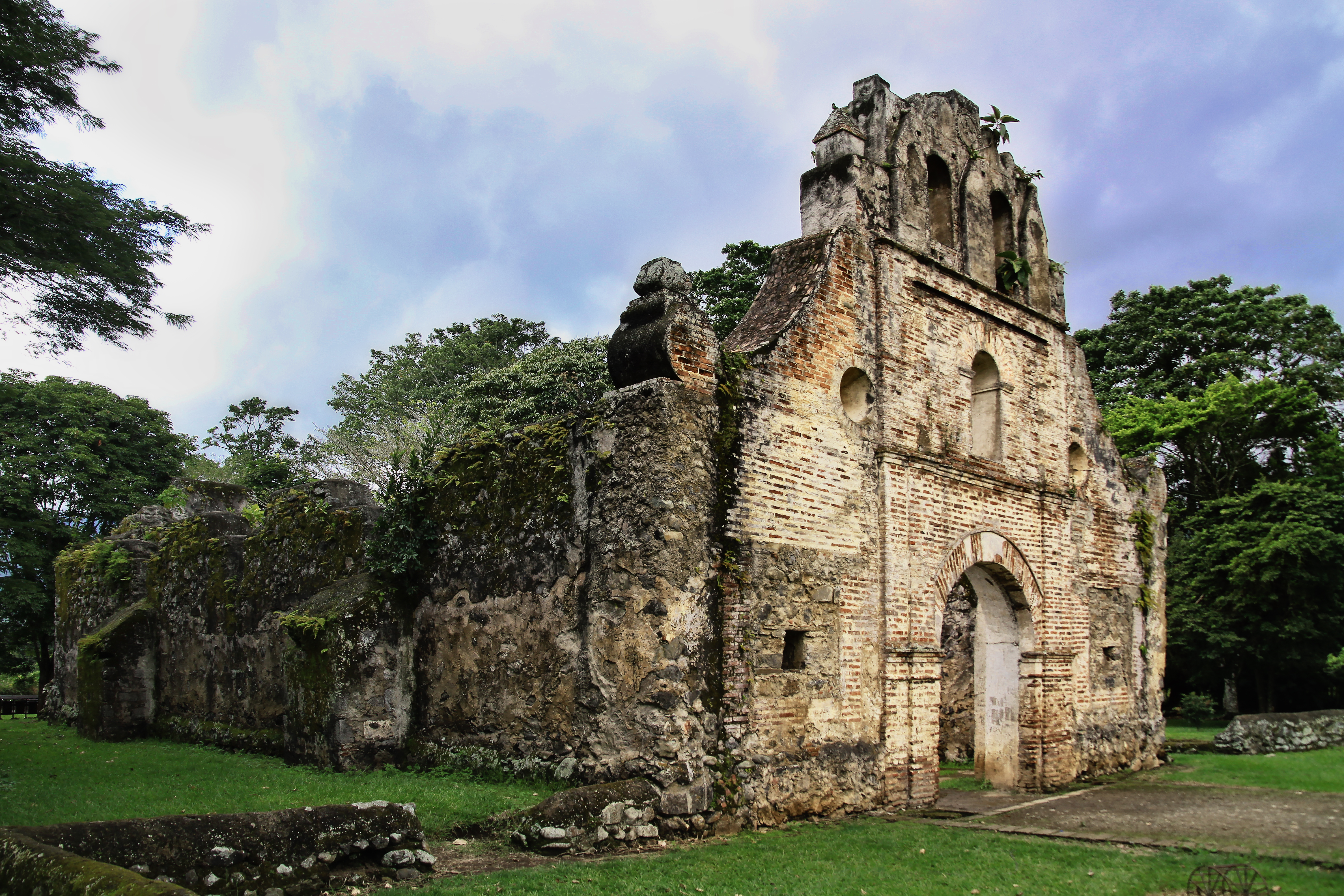
Église catholique de l'Immaculée-Conception d'Ujarrás.

Ujarrás est un site historique du Costa Rica, située dans le canton de Paraiso dans la province de Cartago.  
Son église établie au XVIIe siècle, entre 1686 et 1693, fut construite à base d'un mélange de chaux et pierre (calicanto).  Elle est d'un grand intérêt, car elle représente le début de l'institution chrétienne au centre du Costa Rica à l'époque coloniale. Le paysage et l'accès aux ruines par le lac de Cachí sont aujourd'hui des attraits touristiques de la zone.

## Histoire
Avant l'arrivée des Espagnols, l'endroit abritait une population huetar, d'où le nom du site qui provient du cacique huetar Uxarrací.
En 1563, régnait à Ujarrás le cacique Tuxustí, qui visita le conquistador Juan Vázquez de Coronado installé au Costa Rica dans la ville, aujourd’hui disparue, de Garcimuñoz. Pourtant, en 1564, le village d'Ujarrás, avec celui d'Atirro, Corrosí et Turrialba, se revolta contre l'autorité espagnole. Vázquez de Coronado alla dans ces lieux pour faire la paix avec les huetars, toutefois en 1568 un autre roi d'Ujarrás, Turichiquí, mena une grande révolte dans laquelle participerent les populations du Guarco, Turrialba, Ujarrás, Corrosí et Atirro.  Autour de 1575, et vraisemblablement pendant le gouvernement local d'Alonso Anguciana de Gamboa, une réduction indigène s'installa a Ujarrás, sous la tutelle des franciscains.

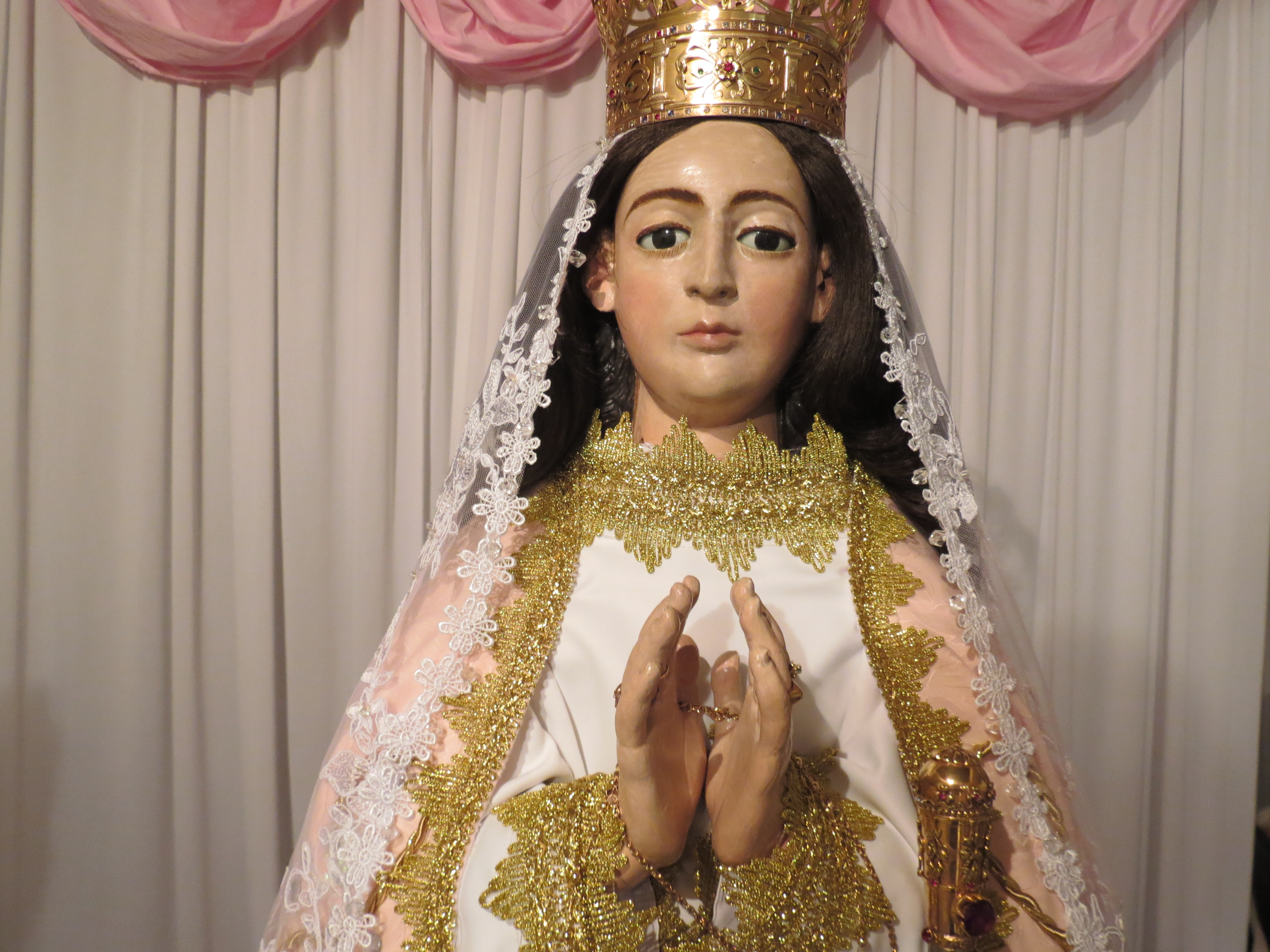
La Vierge du Secours.

Le village acquit une célébrité par la présence dans son église d'une figure de l'Immaculée Conception, apparemment offerte par Phillippe II, et connue depuis 1666 sous le nom de Vierge du Secours (Virgen del Rescate), car son soutien fut invoquée par les populations locales pour resister aux invasions des pirates Eduard Mansvelt et Henry Morgan. En son honneur le village d'Ujarrás dressa entre 1686 et 1693 le temple, dont les ruines existent jusqu'à nos jours.
La population originaire d'Ujarrás laissa la place au métissage au XVIIIe siècle. C'est à  Ujarrás qu'est né Florencio del Castillo figure importante du Costa Rica colonial qui réussit à occuper la présidence des Cortes de Cadix. Grâce à ses gestions, Ujarrás progressa au rang de ville de l'Empire espagnol en 1813.
En raison de diverses épidémies de fièvre, Ujarrás fut définitivement abandonnée en 1833, et ses populations se déplacèrent au territoire connu comme les Llanos de Sainte Lucia, dans l'actuel Paraíso.